# 教育班長
教育班長或教練員（英語：Drill instructor），通常是指在軍隊中專責教育未完成新兵訓練課程士兵的軍人。依照各國軍隊規例不同，教育班長可能是軍官或士官；而在某些國家的警察學校中教導新進學生的人員，也以Drill instructor稱之。簡言之，教育班長即為負責讓新兵「由民轉兵」的班長。

## 美國

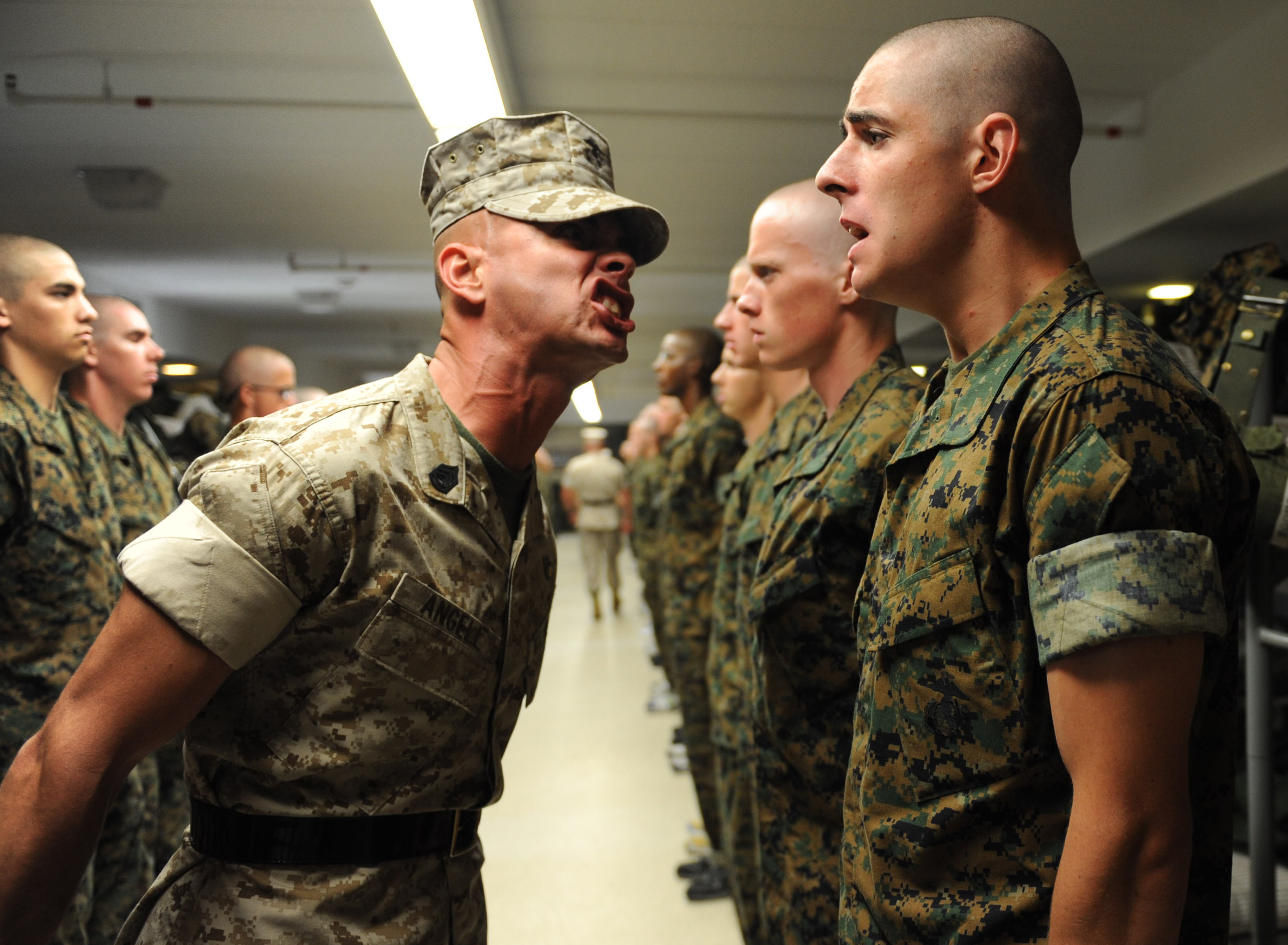
一位正在教育军官预备生的美國海軍陸戰隊士官

在美軍各軍種，新兵稱呼班長時須加尊稱，如Sir或Madam（美国陆军除外，班长被称为Drill Sergeant）；美國空軍的教育班長軍職名稱為Military Training Instructors；美國海軍為Recruit Division Commanders；美國陸軍是Drill Sergeant；美國海軍陸戰隊為 Drill Instructors；美国海岸警卫队稱為Company Commanders。而在某些國家的教育班長，其責任僅至指導完成步操口令為止。

## 外部連結
- （英文）短片 Big Picture: Drill Sergeant 可在互联网档案馆自由下载